# Juan Santamaría International Airport
Juan Santamaría International Airport (IATA: SJO, ICAO: MROC) er en lufthavn ved Costa Ricas hovedstad San José. Den er beliggende ved Alajuela, 20 km vest fra centrum af kantonet San José.
I 2015 betjente lufthavnen 4.316.279 passagerer og havde 79.441 start- og landinger, hvilket gjorde den til Costa Ricas travleste, og Mellemamerikas anden travleste efter Tocumen International Airport i Panama.